# اسنکربورن
اسنکربورن (به هلندی: Snakkerburen) یک منطقهٔ مسکونی در هلند است که در لیواردن واقع شده‌است. اسنکربورن ۲۲۵ نفر جمعیت دارد.